# Christiana Cinn
Christiana Cinn (San Diego, California; 23 de agosto de 1989) es una actriz pornográfica y modelo erótica estadounidense.

## Biografía
Nació y se crio en San Diego (California), en el seno de una familia de ascendencia italiana. Tras graduarse en el instituto comenzó sus estudios de peluquería y estilismo, así como de ballet y claqué. Comenzó trabajando en 2013 como camgirl, por lo que fue nominada en los Premios AVN en la categoría de Camgirl favorita para los aficionados.
Aunque se inició como modelo de glamour (fue modelo de Playboy) y erótica, en 2015, a su trabajo como camgirl se le sumó el de actriz pornográfica, después de contactar con ella una agencia de modelaje de la Costa Oeste. Debutó con 26 años.
Como actriz, ha grabado películas para productoras como Tushy, Hard X, Naughty America, Pure Taboo, Evil Angel, 3rd Degree, Penthouse, Digital Playground, Jules Jordan Video, Lethal Hardcore, Elegant Angel, Hustler, Brazzers o Wicked, entre otras.
En enero de 2016 fue elegida Pet of the Month de la revista Penthouse. Ese mismo año recibió su primera nominación en los Premios XBIZ, en la categoría de Mejor escena de sexo en película lésbica por These Lesbos Are Strapped 2, junto a Vanessa Cage. En otro ámbito, 2016 también fue para Christiana Cinn el año en que fundó su propia productora, Cinn City, y en el que participó como cantante del grupo de cabaret-rock Hot Sauce Holiday, con el que publicó en octubre de ese año un disco.
En 2018 recibió otras tres nominaciones en el circuito de premios. Dos en los Premios AVN en las categorías de Mejor escena de sexo lésbico por Lesbian Sex Therapist 2 y Mejor escena de sexo oral por Brad Knights Blow N Go Girls. La tercera fue en los XBIZ a la Mejor escena de sexo en realidad virtual por Woman of Wonder.
Ha aparecido en más de 250 películas como actriz.
Algunas películas suyas son Anal Models 2, Candy Lickers 2, Fill Me Up, Lesbian Cheerleaders, My Wife's Fantasy 2, Nice Girls Swallow 8, Our Sex Tape, Perfectly Natural 10, Squirtamania 46 o This Ain't Supernatural XXX.

## Premios y nominaciones
| Año  | Ceremonia    | Resultado | Premio                                        | Trabajo                      |
| ---- | ------------ | --------- | --------------------------------------------- | ---------------------------- |
| 2014 | Premios AVN  | Nominada  | Premio fan: Camgirl favorita                  | —                            |
| 2016 | Premios AVN  | Nominada  | Premio fan: Debutante más caliente            | —                            |
| 2016 | Premios AVN  | Nominada  | Premio fan: Celebridad web más grande         | —                            |
| 2016 | Premios XBIZ | Nominada  | Mejor escena de sexo en película lésbica      | These Lesbos Are Strapped 2  |
| 2018 | Premios AVN  | Nominada  | Mejor escena de sexo lésbico                  | Lesbian Sex Therapist 2      |
| 2018 | Premios AVN  | Nominada  | Mejor escena de sexo oral                     | Brad Knights Blow N Go Girls |
| 2018 | Inked Awards | Nominada  | Mejor escena lésbica                          | Tell Me What You Want’       |
| 2018 | Premios XBIZ | Nominada  | Mejor escena de sexo en realidad virtual      | Woman of Wonder              |
| 2019 | Premios AVN  | Nominada  | Premio fan: Mejores pechos                    | —                            |
| 2020 | Premios AVN  | Nominada  | Mejor actriz                                  | Arcade                       |
| 2020 | Premios AVN  | Nominada  | Mejor escena de sexo en realidad virtual      | Desert Orgy                  |
| 2020 | Premios XBIZ | Nominada  | Mejor escena de sexo en película protagonista | Arcane                       |
| 2021 | Premios AVN  | Nominada  | Mejor escena de sexo lésbico                  | I Saw It With My Own Eyes    |